# Virginie Claes
Virginie Claes (Herk-de-Stad, 17 dicembre 1982) è una modella belga, incoronata Miss Belgio 2006 il 18 dicembre 2005, in rappresentanza della provincia di Limburgo.
L'elezione di Virginie Claes è stata segnata da una forte polemica. Secondo il quotidiano fiammingo mensile Deng, la società di telecomunicazioni ESSEC, sponsor della Claes, avrebbe inviato 28 000 messaggi di testo in suo favore durante il concorso, la cui vincitrice veniva decretata dal televoto. Questa operazione sarebbe costata 15 000 euro alla compagnia. Inoltre, la società avrebbe distribuito schede telefoniche da 195 euro l'una per gli amici di Virginie Claes, in modo che avrebbero potuto sostenere fino a 7 800 voti. La modella ha negato la cosa, benché la madre di Virginie Claes abbia ammesso di aver effettivamente distribuito varie schede telefoniche fra i parenti.
In seguito Virginie Claes ha partecipato a Miss Mondo 2006 che si è tenuto a Varsavia, in Polonia, mentre è stata sostituita da Tatiana Silva Braga Tavares, Miss Belgio 2005, in occasione di Miss Universo 2006.